# Barger-Oosterveen
Barger-Oosterveen est un hameau situé dans la commune néerlandaise d'Emmen, dans la province de Drenthe. Le 1er janvier 2004, le hameau comptait 130 habitants. Le hameau dépend du village de Klazienaveen.